# Клеомен I
Клеомен I (Kleomenes I) от династията Агиди е цар на Спарта през ок. 520 – 490 пр.н.е.
Клеомен I е първият син на Анаксандрид II и втората му допълнителна съпруга, дъщерята на Принетадес, синът на Демарменос. Баща му няма деца от първата си съпруга и си взема втора жена. Първата съпруга ражда по-късно трима сина Дорией, Леонид I и Клеомброт.
Клеомен I е внук на Леон. Неговата дъщеря Горго се омъжва за полубрат му Леонид I и има с него син Плейстарх. Клеомен I е чичо на прочутия пълководец Павзаний (син на полубрат му Клеомброт I) и на Еврианакс (син на полубрат му Дорией).
Когато Анаксандрид II, най-големият син от главната жена, Дорией, има претенции за царския трон, Ефорите решават в полза на Клеомен. Дорией заедно с други спартанци и гърци напуска Спарта и се опитва безуспешно да основе друг град между Кирена и Катарген.
През 510 пр.н.е. Клеомен I ръководи поход против Атика, за да свали тирана Пизистрат. За втори път той напада Атина и изгонва тирана Клистен.
През 494 пр.н.е. Клеомен I пристига с кораби на брега на Арголида, близо до градовете Тиринт и Нафплио. Той побеждава войската на аргивите в битката при Сепея.
Последван е от брат му Леонид I.